# Femme Taken
Femme Taken (Babberich, 17 augustus 1979) is oprichter van Tweakers (voorheen Tweakers.net), een in 1998 opgerichte Nederlandstalige website met nieuws en informatie over hardware, software en internet.
Taken studeerde interaction design aan de Hogeschool voor de Kunsten Utrecht, alvorens hij zich fulltime met Tweakers ging bezighouden. In 2000 werd hij gekozen tot Internetman van het Jaar, een verkiezing van het aan Planet Internet verbonden Planet Multimedia. Taken liet bij de verkiezing onder andere Roel Pieper, Nina Storms en Francisco van Jole achter zich.
Toen Tweakers in 2006 overgenomen werd door VNU kreeg de in Ruurlo woonachtige Taken de functie technical development manager. Sinds 2008 bekleedt hij binnen Tweakers de functie van architect.